# João Paulo Sousa (apresentador)
João Paulo Sousa (Cumeira de Baixo, 3 de Setembro de 1988) é um apresentador de televisão, ator e locutor de rádio português.

## Biografia
João Paulo Sousa, é natural de Aljubarrota, uma freguesia histórica, pertencente ao concelho de Alcobaça.
Estreou-se em televisão, como ator, na série juvenil da TVI Morangos com Açúcar, em 2007. Seguiram-se trabalhos em representação como Dancin' Days (2013), Sol de Inverno (2013) e Bem-Vindos a Beirais (2014). Iniciou a sua carreira como apresentador de televisão, em 2008, no Disney Kids (SIC) e Curto Circuito, na SIC Radical, onde se manteve por cinco anos. Desde então, tem sido uma das caras mais ativas da SIC, assumindo a apresentação de vários programas. 
Começou a fazer rádio em 2011, no programa Super Kids FM, para a Super FM. Em 2018 vai para a Cidade FM, onde trabalhou até 2021, assumindo a condução de João São Horas e Toque de Saída, em 2021 muda-se para a Rádio Comercial, conduzindo com Ana Martins, Era o Que Faltava.
Rosto dos canais temáticos da estação do Grupo Impresa, por vários anos, onde trabalhou com alguns nomes da televisão, especialmente com Maria Botelho Moniz, rapidamente passou para a SIC Generalista, onde começou por substituir João Baião, nos programas das tardes Grande Tarde e Juntos à Tarde, mostrando a sua capacidade de se adaptar a qualquer tipo de formatos de entretenimento, neste caso o Day Time.
Em 2016, apresentou com Diana Chaves, Smile SIC, e entre 2017 e 2018, voltou a fazer dupla com a apresentadora em Não Há Crise!.
Em 2019, regressou à representação, integrando o elenco de Golpe de Sorte, no papel de Xavier Reis, na SIC.
Apresenta desde 2020, o programa das tardes de domingo da SIC, Domingão. No mesmo ano integrou o elenco da série da RTP1, O Atentado.
Em 2023, apresentou All You News Is Love com Fátima Lopes, emitido no horário nobre da SIC.

## Televisão
| Ano             | Projeto                                  | Notas                                                                               | Canal       |
| --------------- | ---------------------------------------- | ----------------------------------------------------------------------------------- | ----------- |
| 2007 - 2008     | Morangos com Açúcar (5.ª temporada)      | Ator, no papel de Sandro (Elenco Principal)                                         | TVI         |
| 2008 - 2011     | Disney Kids                              | Apresentador                                                                        | SIC         |
| 2008 - 2011     | Curto Circuito                           | Apresentador                                                                        | SIC Radical |
| 2013            | Dancin' Days                             | Ator, no papel de Hugo (Elenco Adicional)                                           | SIC         |
| 2013 - 2014     | Sol de Inverno                           | Ator, no papel de Hugo (Elenco Adicional)                                           | SIC         |
| 2014            | Bem-Vindos a Beirais                     | Ator, no papel de Paulo Magalhães (Elenco Adicional)                                | RTP1        |
| 2015            | The Surprise Machine                     | Apresentador                                                                        | SIC         |
| 2016            | Insólitos nos Óscares                    | Apresentador, ao lado de Luísa Barbosa                                              | SIC Caras   |
| 2016            | Grande Tarde                             | Apresentador, ao lado de Andreia Rodrigues, nas ausências de João Baião             | SIC         |
| 2016            | Smile SIC                                | Apresentador, ao lado de Diana Chaves                                               | SIC         |
| 2017 - 2018     | Não Há Crise!                            | Apresentador, ao lado de Diana Chaves                                               | SIC         |
| 2017            | Juntos à Tarde                           | Apresentador, ao lado de Rita Ferro Rodrigues, nas ausências de João Baião          | SIC         |
| 2019            | Golpe de Sorte                           | Ator, no papel de Xavier Reis (Elenco Principal)                                    | SIC         |
| 2020            | O Programa da Cristina                   | Apresentador, ao lado de Joana Barrios, nas ausências de Cristina Ferreira          | SIC         |
| 2020 - presente | Domingão                                 | Apresentador                                                                        | SIC         |
| 2020            | Olhó Baião!                              | Apresentador                                                                        | SIC         |
| 2020            | O Atentado                               | Ator, no papel de Almeida Júnior (Elenco Principal)                                 | RTP1        |
| 2021            | Casa Feliz                               | Apresentador, ao lado de Cláudia Vieira, nas ausências de Diana Chaves e João Baião | SIC         |
| 2021 - 2023     | Olhá SIC                                 | Apresentador                                                                        | SIC         |
| 2021 / 2022     | Estamos em Casa                          | Apresentador                                                                        | SIC         |
| 2022 - 2024     | Festival da Comida Continente            | Apresentador                                                                        | SIC         |
| 2022            | Casa Feliz                               | Apresentador, na ausência de Diana Chaves e João Baião                              | SIC         |
| 2023            | All You Need Is Love                     | Apresentador, ao lado de Fátima Lopes                                               | SIC         |
| 2023 - presente | Feriadão                                 | Apresentador                                                                        | SIC         |
| 2024            | Era Uma Vez na Quinta                    | Apresentador do ''Especial'', na ausência de Andreia Rodrigues                      | SIC         |
| 2024            | Hell's Kitchen - Famosos (2.ª temporada) | Concorrente                                                                         | SIC         |

#### Especiais/Outros
| Ano  | Projeto                                     | Notas                                                              | Canal     |
| ---- | ------------------------------------------- | ------------------------------------------------------------------ | --------- |
| 2016 | Globos de Ouro - Emissão Especial           | Apresentador                                                       | SIC Caras |
| 2017 | Digressão 25 Anos SIC                       | Repórter                                                           | SIC       |
| 2021 | Casa Feliz - Especial Dia de Portugal       | Apresentador                                                       | SIC       |
| 2021 | Olhó Natal                                  | Apresentador, ao lado de Débora Monteiro e Raquel Tavares          | SIC       |
| 2022 | Festa de Verão SIC                          | Apresentador                                                       | SIC       |
| 2022 | É Bom Vivermos Juntos                       | Apresentador, ao lado de Cláudia Vieira, Diana Chaves e João Baião | SIC       |
| 2022 | All You Need Is Love - Especial Aniversário | Apresentador, ao lado de Fátima Lopes                              | SIC       |
| 2022 | All You Need Is Love - Especial Natal       | Apresentador, ao lado de Fátima Lopes                              | SIC       |
| 2023 | Vale Tudo                                   | Convidado                                                          | SIC       |
| 2023 | Maria João Abreu - A Homenagem              | Apresentador, ao lado de Andreia Rodrigues                         | SIC       |
| 2023 | SIC 30 Anos - É Bom Vivermos Juntos         | Participação                                                       | SIC       |
| 2024 | Olhá SIC...na Taça!                         | Apresentador, ao lado de Fátima Lopes, Iva Lamarão e Miguel Costa  | SIC       |
| 2025 | Olhá SIC...na Taça!                         | Apresentador, ao lado de Débora Monteiro e Fernando Rocha          | SIC       |
| 2025 | A Máscara (5.ª temporada)                   | Convidado disfarçado de "Canetão"                                  | SIC       |

## Teatro
| Ano  | Nome                | Encenador       |
| ---- | ------------------- | --------------- |
| 2011 | O Cão Comeu o Guião | João Pinto Dias |
| 2011 | A Estalajadeira     | Carlo Goldoni   |

## Rádio
| Ano             | Programa          | Função          | Estação         |
| --------------- | ----------------- | --------------- | --------------- |
| 2011 - 2018     | Super FM Kids     | Locutor         | Super FM        |
| 2018 - 2020     | João São Horas    | Locutor         | Cidade FM       |
| 2020 - 2021     | Toque de Saída    | Locutor         | Cidade FM       |
| 2021 - presente | Era o Que Faltava | com Ana Martins | Rádio Comercial |